# Clara Mairs
Clara Gardner Mairs (Hastings, 5 de enero de 1878 – Saint Paul, 24 de mayo de 1963) fue una pintora y grabadora estadounidense. Sus trabajos se incluyeron en la publicación Fine Prints of the Year durante la década de 1930. 

## Trayectoria
Clara Gardner Mairs nació el 5 de enero de 1878 en Hastings, Minnesota, hija de Abigail y Samuel Mairs. Su abuelo, Stephen Gardner, construyó el primer molino de granos en el condado de Dakota en el río Vermillion. Tras la muerte de su padre, Samuel Mairs (1891), Abigail trasladó a Clara, de 13 años y a sus tres hermanos menores, Sam, Helen y Agnes, a St. Paul, Minnesota. Clara asistió al Mount Vernon Junior College and Seminary, en Washington D. C. desde 1895 hasta 1897. También se formó en la St. Paul School of Art, una rama del St Paul Institute. En la década de 1910 asistió a la Academia de Bellas Artes de Pensilvania y estudió con el pintor paisajista impresionista Daniel Garber. 
Mairs regresó a St. Paul en 1918 y supervisó el Nimbus Club, un grupo de arte no-formal creado para permitir a los artistas trabajar a partir de un modelo vivo. También jugó un papel decisivo en la fundación de la Art League of St. Paul, que se reunió en el entonces desaparecido auditorio de St. Paul School of Art. A través de estos grupos, Mairs conoció a un joven artista llamado Clement Haupers. Aunque era 22 años más joven que ella, se convirtieron en compañeros para toda la vida. Juntos participaron en diversas exposiciones organizadas por galerías de arte locales.
En 1923, Mairs y Haupers viajaron a París, donde estudiaron escultura con Antoine Bourdelle en la Académie Colarossi y pintura con André Lhote en la Académie Montparnasse. Mairs también asistió brevemente a la Academia Julian. La pareja recorrió Italia y pasó un invierno en Argel antes de regresar a Minnesota en 1925. Más tarde frecuentaron el río Kettle, en el condado de Pine, y crearon pinturas de la gente y del paisaje de la zona. Antes de que ambos regresaran a París (1928), Mairs dirigió su energía artística hacia el grabado. Comenzó a experimentar con técnicas de grabado y fue influenciada por los paneles de gros point de Jean Lurçat. Sus visitas al zoológico inspiraron tapices que representan cebras y gibones blancos. De vuelta en París, e influenciada por su trabajo anterior en diseño textil, Mairs creó coloridos tapices de cinco por seis pies. 
En 1930 la impresión de Mairs Leaping Leopards, fue reproducida en Fine Prints. En ese mismo año, su trabajo Three Ring Circus obtuvo una mención de honor en la exposición Minneapolis and St. Paul Artists de Minneapolis Institute of Arts. Los grabados de Mairs también se incluyeron en Bellas impresiones del año tanto en 1932 como en 1938. Fue miembro de la Asociación de Artistas de Minnesota y ganó diversos premios en la Feria del Estado de Minnesota en 1925, 1926, 1931, 1933, 1936 y 1950.
Los primeros trabajos de Mairs incluyeron la técnica del aguafuerte, un proceso que a menudo combinaba con la del grabado al aguatinta. Dicho proceso de grabado creó masas texturizadas y le dio a sus líneas una calidad granulada.
Mairs murió el 24 de mayo de 1963 en Saint Paul, condado de Ramsey del estado de Minnesota.

## Otras lecturas
- «Clement Haupers and Clara Gardner Mairs papers, 1918-1983». Archives of American Art. Smithsonian Institution.
- L'Enfant, Julie (2011). Pioneer Modernists: Minnesota's First Generation of Women Artists (1st edición). Afton, MN: Afton Press. ISBN 978-1-890434-83-0.